# 山梨県道504号笹子停車場線

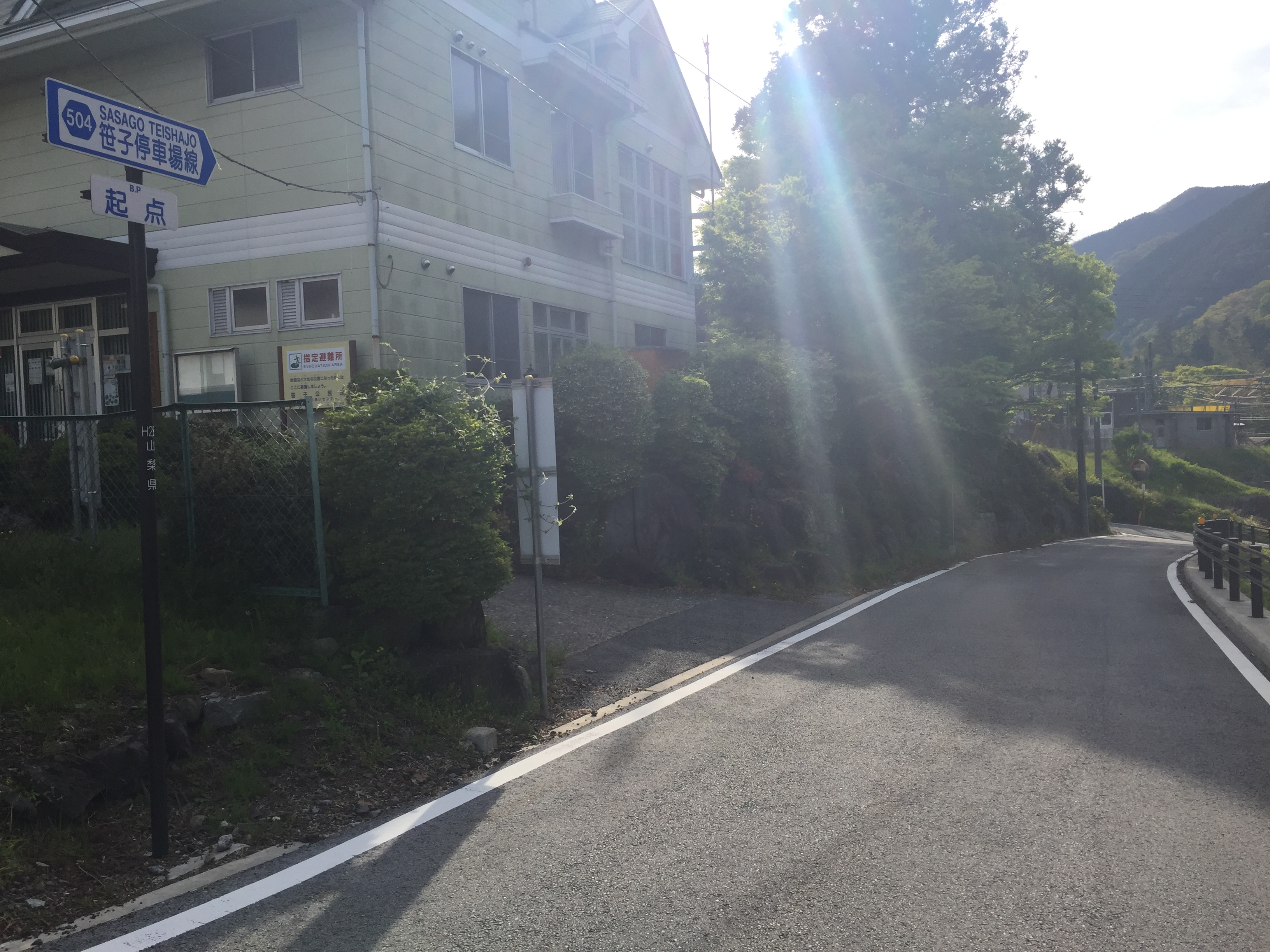
山梨県道504号起点標示（大月市笹子町黒野田・大月市役所笹子出張所付近）

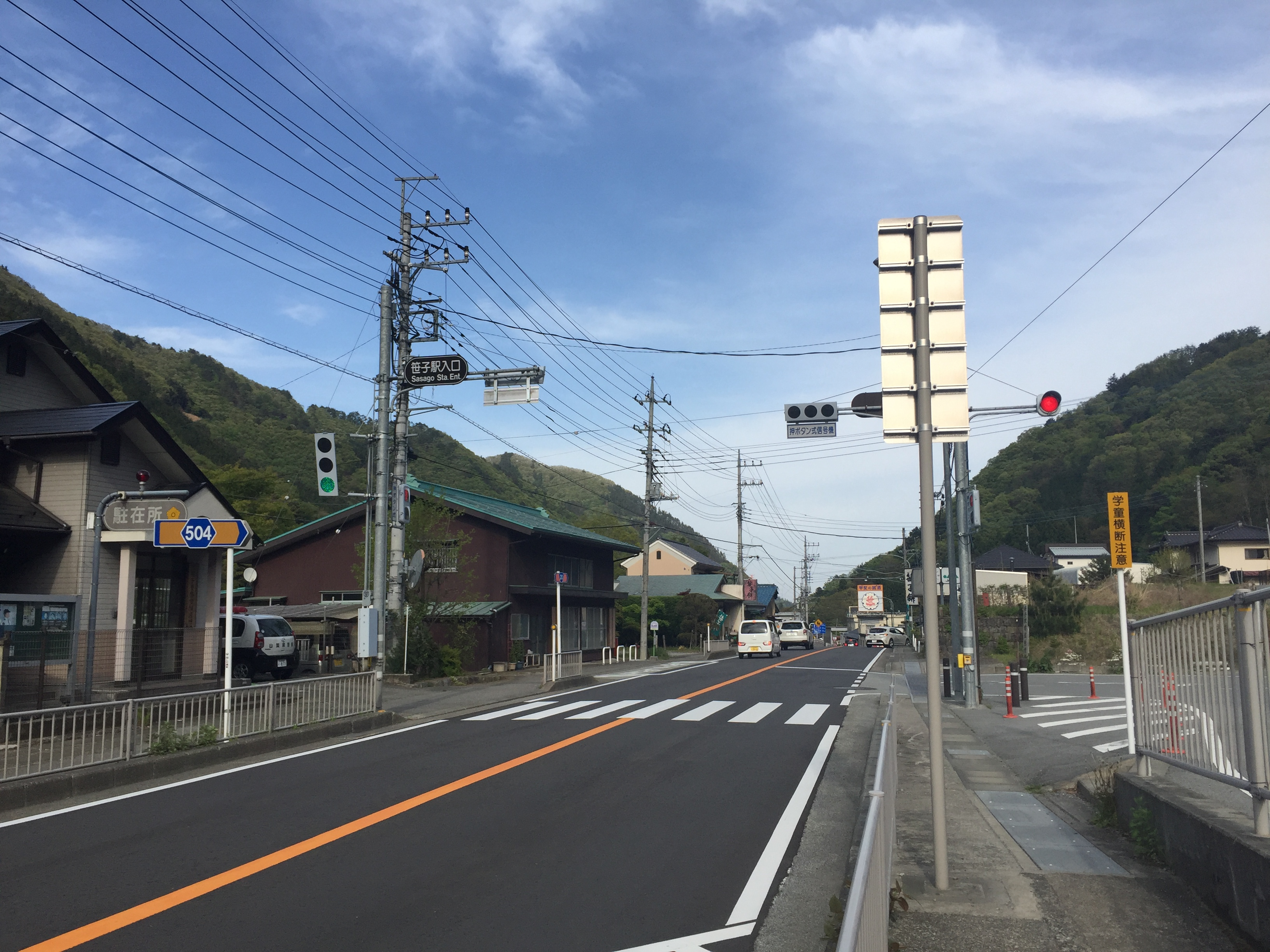
山梨県道504号終点（笹子駅入口交差点）

山梨県道504号笹子停車場線（やまなしけんどう504ごう ささごていしゃじょうせん）は、山梨県大月市を起点・終点とする一般県道である。

## 概要

### 路線データ
- 起点：山梨県大月市笹子町黒野田（中央本線笹子駅）
- 終点：山梨県大月市笹子町黒野田（笹子駅入口交差点＝国道20号交点）

## 通過する自治体
- 山梨県大月市

## 交差・接続する道路
- 国道20号（大月市笹子町黒野田・笹子駅入口交差点）